# Фармацевтическая химия
Фармацевтическая химия (от др.-греч. φάρμακον — лекарственные средства), или химия лекарственных средств, — наука о физических и химических свойствах лекарственных веществ, их физиологической активности, методах разработки и получения, качественного и количественного анализа.
Фармацевтическая химия изучает химические процессы при создании лекарственных средств, определении их подлинности, определении действующего вещества и примесей, а также химические превращения при их хранении. Занимается совершенствованием оценки качества лекарственных средств для обеспечения их максимальной терапевтической активности и безопасности.
Фармацевтическая химия является важным разделом химической науки и тесно связана с её отдельными дисциплинами: неорганической химией, органической химией, физической и коллоидной химией, аналитической химией и биохимией.

## История
Фармацевтическая химия как наука произошла из алхимии в начале XVI в., когда во времена Парацельса началось развитие ятрохимии с изучением соединений различных металлов, в частности, ртути, свинца, меди, железа, сурьмы, мышьяка в качестве лекарственных средств. В дальнейшем фармацевтическая химия развивалась вместе с неорганической, органической  химией и аналитической химией. В XVIII-XIX в. было открыто множество органических соединений, среди которых было найдено большое число веществ с физиологической активностью, ставших впоследствии лекарственными препаратами.